# Sterilita
Sterilita je nepřítomnost životaschopných mikroorganismů. Vyžaduje se především tam, kde hrozí nebezpečí šíření infekčních onemocnění (chirurgie, výroba léčiv atd.), znehodnocení potravin či jiných materiálů apod. Sterilita se zajišťuje sterilizací.